# Суджа, Гильермина
Гильермина Аугуста Хавьер де Медин Суджа (порт. Guilhermina Augusta Xavier de Medin Suggia; 27 июня 1885, Порту — 31 июля 1950, там же) — португальская виолончелистка. Дочь Аугусто Суджа (1851—1932), виолончелиста и профессора Лиссабонской консерватории.

## Биография
Гильермина Аугуста Хавьер де Медин Суджа родилась в Порту в семье итальянского происхождения. Ее отец был компетентным музыкантом и преподавал ей музыкальную теорию и виолончель. К 12 годам она была назначена главной виолончелисткой местного оркестра, Orpheon Portuense. В 1904 году под покровительством португальской королевы Марии Амелии она отправилась учиться в Лейпцигскую консерваторию у Юлиуса Кленгеля, выступала как солистка в юбилейном концерте к столетию оркестра Гевандхауз. В 1907—1913 гг. жила в Париже вместе с Пабло Казальсом. В 1914—1924 гг. жила и выступала преимущественно в Великобритании, к этому периоду относится её знаменитый портрет работы Огастеса Джона. В 1914 году она сформировала трио со скрипачкой Джелли д’Араньи и пианисткой Фанни Дэвис. В 1924 году вернулась в Португалию.
В 1948 году выступила основательницей оркестра консерватории Порту и солировала на его первом концерте 21 июня 1948 года.
В репертуаре Гильермины Суджи наиболее важное значение имели концерты Гайдна, Лало, Элгара, сюиты Иоганна Себастьяна Баха.